# Allium humile
Allium humile — вид рослин з родини амарилісових (Amaryllidaceae); поширений у Гімалаях в Індії та Пакистані, Тибеті, пн.-зх. Юньнані (Китай).

## Опис
Цибулина поодинока, циліндрична; оболонка коричнева. Листків 4–7, лінійні, 4–5 мм завширшки, плоскі, м'ясисті, верхівки тупі. Зонтик півсферичний, багатоквітковий. Оцвітина біла; сегменти з жовтувато-зеленою серединною жилкою, ланцетні, 7–8(10) × ≈ 2 мм. Рослини заввишки 8–30 см. Стеблина 5–25 см, злегка стиснута, вкрита листовими піхвами лише біля основи. Насіння яйцювате, ≈ 3 мм завдовжки.

## Поширення
Поширення: Гімалаї в Індії та Пакистані, Тибет, пн.-зх. Юньнань (Китай).
Населяє схили на високих висотах